# マーキュリー・リンクス
リンクス（LYNX ）は、フォードが製造、マーキュリーブランドで販売していた普通乗用車である。

## 概要
1981年、北米版フォード・エスコートの高級仕様姉妹車としてマーキュリーディビジョンより発売された。これは米国フォード初の小型FF車であり、それまでのマーキュリー・ボブキャット(フォード・ピントの姉妹車)に代わってフォードの最小クラスを受け持つ車でもあった。ボディ形状は当初3ドアハッチバックと5ドアワゴンで構成され、1982年に5ドアハッチバックが追加された。デザインは同時期にマスタングを手掛けたチームが担当し、マスタング同様ノッチ付きバックドアを持つ。
エンジンはヨーロッパフォードが開発した1.6L 直列4気筒SOHCを搭載。1984年にはマツダ製2.0L RF型ディーゼルエンジンと1.6Lターボを、1985年には1.9L 直列4気筒を加え、バリエーションを増やしていった。サスペンションは当時のこのクラスの車としては異例とも言える、ストラットによる4輪独立懸架を採用した。これにより、高い走行性能とスペース効率を実現している。
リンクスはマーキュリーブランドでのベストセラーとなるなど、販売が好調であった時期もあったが、徐々に売れ行きが悪くなりエスコートよりも早い1987年に生産が中止された。後継モデルはマツダ・ファミリアをベースとしたマーキュリー・トレーサーである。

## 車名の由来
リンクスは、哺乳綱ネコ目ネコ科オオヤマネコ属の中型の猫のこと。シベリアオオヤマネコとも呼ばれている。